# Scapanorhynchus
Scapanorhynchus (gr. "nariz de espada") es un género extinto de elasmobranquios selacimorfos de la familia Mitsukurinidae que vivió durante el Cretácico, hace aproximadamente 110 millones de años. Sus extremadas semejanzas con Mitsukurina owstoni llevaron a algunos expertos a plantearse su reclasificación como Scapanorhynchus owstoni. No obstante, la mayor parte de los especialistas en tiburones consideran que esta especie es lo suficientemente distinta con sus ancestros fósiles como para acreditar la existencia de un género propio.

## Características
Scapanorhynchus tiene un hocico alargado y plano, y dientes afilados en forma de lezna, ideales para atrapar peces o desgarrar pedazos de carne de sus presas,media hasta 4 metros de largo

## Historia natural
Su alimentación consistía en crustáceos, almejas y peces pequeños. A diferencia del actual tiburón duende,  Scapanorhynchus habitaba en aguas poco profundas, pero aun así era de distribución cosmopolita.

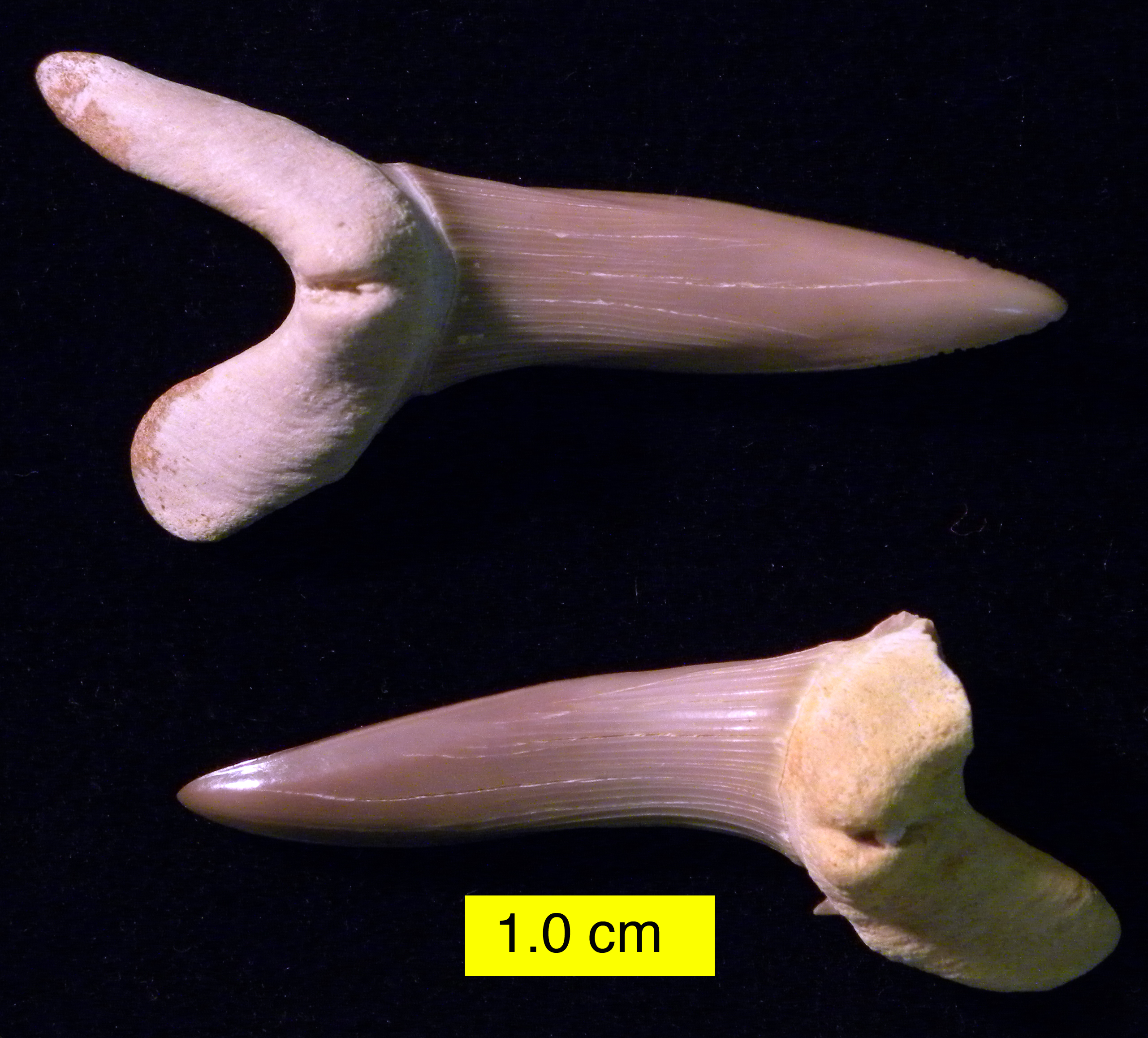
Scapanorhynchus texanus

- Datos: Q148608
- Multimedia: Scapanorhynchus / Q148608
- Especies: Scapanorhynchus